# Apostasie

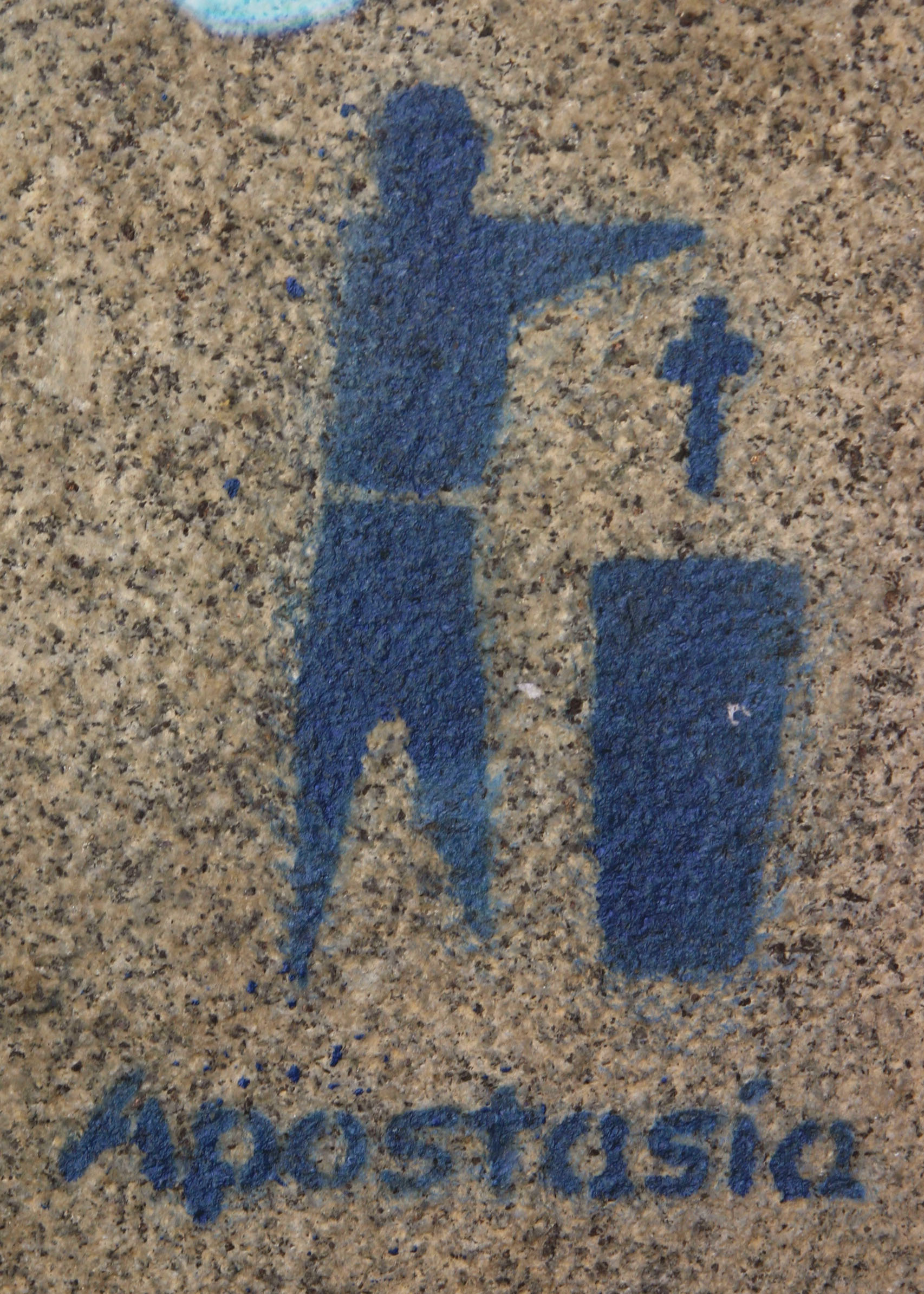
Logo de la Campagne pour l'apostasie collective en Espagne, appelant à se détourner de l'Église catholique

L'apostasie (du grec ancien ἀπόστασις / apóstasis, « abandon, renoncement, éloignement ») est l'attitude d'une personne, appelée apostat, qui renonce publiquement à une doctrine, une croyance ou une religion.

## Description
L'apostasie peut signifier la renonciation à une doctrine ou une religion, ou au fait de se soumettre à l'autorité représentant ladite doctrine (comme l'autorité religieuse ou celle d'un parti politique). Dans le contexte religieux (le plus courant), l'apostasie signifie la renonciation par un individu, adulte et responsable, à faire partie d'une organisation religieuse. La renonciation sous la contrainte (politique, parentale…) ou par perte des facultés cognitives n'est pas considérée comme de l'apostasie.

## Judaïsme

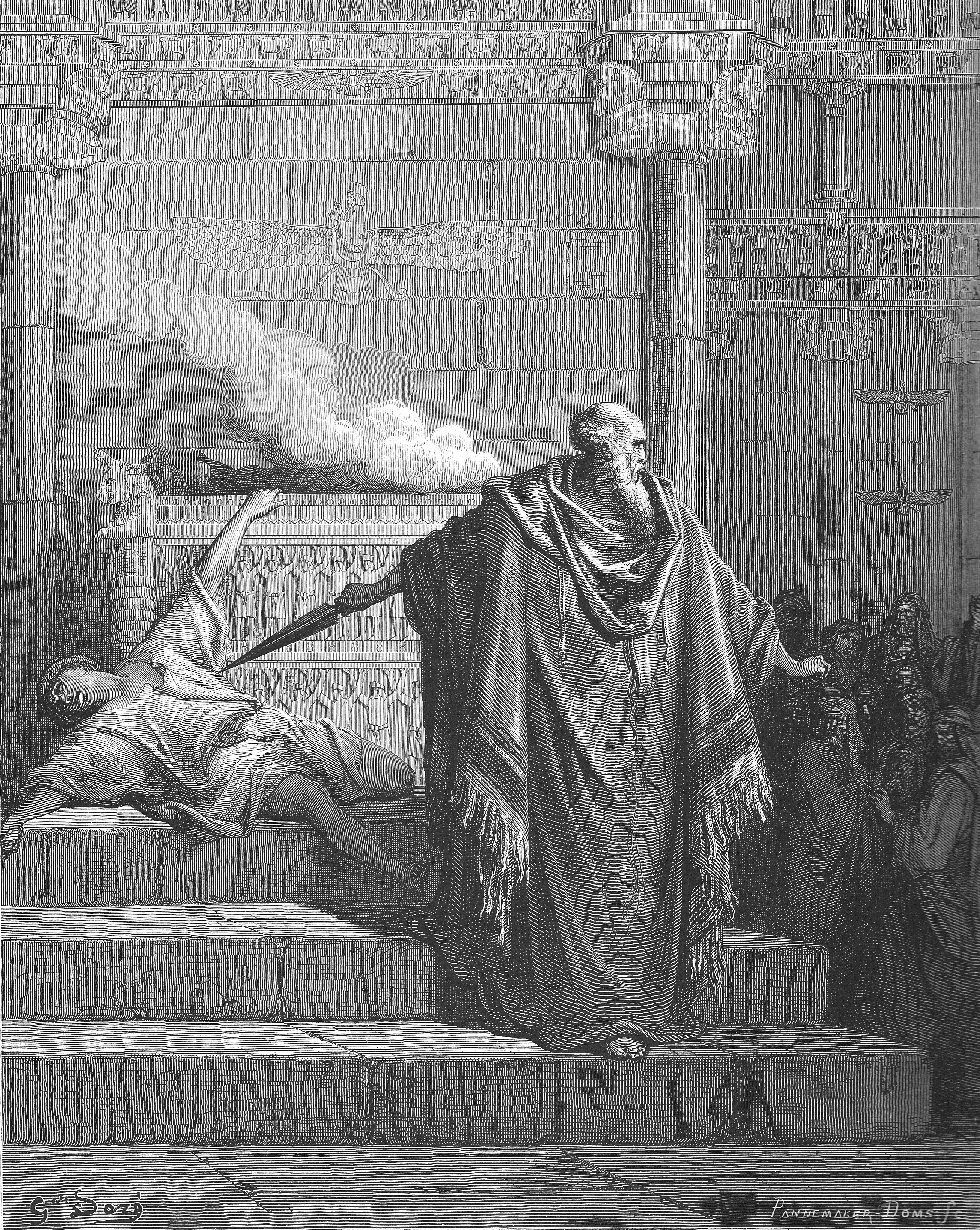
Mattathias et l'apostat

Il est fait référence à l'apostasie dans le Deutéronome au verset 13:6-10 dans lequel il est demandé au fidèle de faire mourir par lapidation un proche, apostat, qui se livrerait sur lui à un prosélytisme non juif.
Pour sa part, Philon d'Alexandrie (Ier siècle), tout en déclarant : « ceux qui abandonnent les lois saintes de Dieu, les apostats, sont excessifs, impudiques et injustes, amis du mensonge et du parjure, prêts à vendre leur liberté pour les plaisirs du ventre, amenant la ruine sur leur corps et leur âme », ne reprend pas la condamnation à mort pour l'apostat.
La pratique est seulement d'interdire, aux Juifs formellement convertis à d'autres religions, le mariage juif, la « montée à la Torah », la participation au minyan et l'enterrement dans un cimetière juif. Selon le Dictionnaire encyclopédique du judaïsme, « dans la tradition juive, l'apostat est considéré comme mort, au point que ses proches parents observent à son égard les rites du deuil. Toutefois, lorsqu'un apostat meurt réellement, on ne prend pas le deuil pour lui ».

## Christianisme
Dans le christianisme, l'apostasie est, littéralement, une « désertion ».
S'appuyant sur des dispositions propres à diverses législations, certaines personnes ayant été baptisées enfants, donc sans consentement, se font rayer des registres de l'église ou du culte où ils furent déclarés ou tout simplement parce qu'elles ne veulent plus cautionner les propos de ces églises ou cultes. Cette procédure est communément appelée débaptisation.

### Protestantisme
Dans le protestantisme, notamment dans la période ouverte par le Réveil du début du XIXe siècle, et jusqu'aux mouvements fondamentalistes et pentecôtistes du début du XXe siècle, l'affrontement théologique a été très fort, et cette accusation très fréquente. Il arrive aujourd'hui encore que des Églises fondamentalistes considèrent comme apostates d'autres Églises, accusées d'avoir abandonné les fondements de la foi chrétienne.

### Catholicisme
Dans l'Église catholique, le terme est appliqué dans deux domaines différents : l'apostasie dite « de foi » consiste à abandonner la foi catholique, éventuellement pour embrasser une autre religion ; l'apostasie « des vœux de religion » consiste, pour un religieux, à quitter l'ordre où il a fait profession. Thomas d'Aquin définissait l'apostasie comme « une certaine façon de s'éloigner de Dieu » et distinguait bien « l'apostasie de la vie religieuse » de « l'apostasie par incroyance » : cette dernière « sépare totalement l'homme d'avec Dieu, ce qui n'arrive pas dans n'importe quel autre péché ».
Le droit canonique , en 1983, considère que l’apostasie entraîne l’excommunication latae sententiae’, autrement dit, automatiquement (article 1364 du Code de droit canon).
En France, on constate périodiquement des poussées d'apostasie liées à la volonté de groupes ou d'individus désireux de se séparer ostensiblement du catholicisme. La demande est alors faite par écrit (LR+AR) à la paroisse dont dépend l'église du lieu du baptême de supprimer la mention de celui-ci ou bien à l'évêché du département là où le baptême s'est déroulé. Il existe sur internet des modèles de lettres de demande d'apostasie. Les demandes de radiation ne sont pas acceptées du fait du droit canon et de la jurisprudence des tribunaux .
En effet, dans l'Église catholique, le nom n'est pas rayé du registre, l'acte d'apostasie étant inscrit en marge. La jurisprudence française a admis que la loi n° 78-17 du 6 janvier 1978, consolidée par la loi n°2004-801 du 6 août 2004, qui indique que l'on peut exiger que son nom soit rayé de façon à n’être plus lisible de tout fichier non automatisé, notamment manuscrit, n'exigeait pas cette radiation dans le cas du baptême. La cour d'appel de Caen a en effet annulé, en septembre 2013, un jugement du tribunal de grande instance de Coutances condamnant pour la première fois en France un diocèse à effacer un baptême. La première chambre civile de la Cour de Cassation a infirmé le jugement, datant d'octobre 2011. Pour la Cour, « Il n'y a pas lieu à effacement ou correction supplémentaire du document litigieux ». Elle a conclu en novembre 2014 que « le baptême constituait un fait dont la réalité historique ne pouvait être contestée » et qu’il n’y avait pas lieu d’ordonner l’effacement de sa mention du registre. Début 2019, à la suite de l'affaire Bernard Preynat et le refus de la démission de Philippe Barbarin par le pape François, les demandes d'apostasie ont fortement augmenté en France,,,, facilitées par les démarches proposées par certaines associations, tout en restant marginales en nombre, ne concernant que quelques centaines de personnes par an.
Du point de vue théologique, cette démarche est très discutée, notamment sur la question de savoir si les débaptisés doivent être qualifiés d'apostats stricto sensu.
En Belgique, en septembre 2024, après la visite du pape François, une vague d'apostasie a été observée : plus de 520 personnes demandent à être débaptisées. Ce sont notamment ses propos sur l'avortement et les médecins qui pratiquent cet acte médical qui suscite ce mouvement, qualifiant la loi de meurtrière et les médecins des "tueurs à gage".

## Islam

États pratiquant la peine de mort pour apostasie.
Fédérations dans lesquelles certains États pratiquent la peine de mort pour apostasie.

Les doctrines de la charia, également connues sous le terme de « loi islamique », rejettent l'apostat. Elles divergent à propos de la mise à mort de l'apostat. Tandis que dans certains pays, certains religieux la considèrent comme une punition définie par certaines juridictions liées à l'islam, d'autres considèrent cette peine comme sujette au débat et étant affaire de gestion politique.

## Dans la culture populaire
- Le documentaire Pork and Milk, réalisé par Valérie Mréjen et sorti en 2004, est consacré à l'apostasie de juifs orthodoxes israéliens.
- L'écrivain irakien Joseph Fadelle, musulman converti au catholicisme et accusé d'apostasie, a raconté son histoire dans son autobiographie Le Prix à payer, parue en 2010.
- Le film espagnol Dieu, ma mère et moi (2015) met en scène un personnage qui, dans une démarche d'apostasie, cherche à se faire excommunier.